# 第123師団 (日本軍)
第123師団（だいひゃくにじゅうさんしだん）は、大日本帝国陸軍の師団の一つ。

## 沿革
太平洋戦争末期、多くの師団が満洲から南方戦線と本土決戦準備に転用されたことに伴い、満洲防備強化を目的として1945年（昭和20年）1月16日に軍令陸甲下令により、第121・第122・第123・第124・第125・第126・第127・第128師団の8個師団の編成が発令された。 
第123師団は、1944年（昭和19年）10月にフィリピンへ転出した第1師団の残留者により編成された独立混成第73旅団を基幹に、孫呉で編成された。同年3月30日に編成を完結し第4軍に編入され孫呉一帯で満洲北東部の国境警備に当る。
1945年8月11日、アムール川を渡河しソ連軍第3狙撃師団が満洲に侵攻した。第123師団は独立混成第135旅団と共に、璦琿及び孫呉の陣地において防衛戦を遂行した。多くの犠牲を出しながらソ連軍の侵攻をくい止め、総攻撃を受ける前に終戦となった。

## 師団概要

### 歴代師団長
- 北沢貞治郎 中将：1945年（昭和20年）1月20日 - 終戦[2]

### 参謀長
- 土田穣 大佐：1945年（昭和20年）1月25日 - 終戦[3]

### 最終司令部構成
- 参謀長：土田穣大佐
  - 参謀：村木曠中佐

### 最終所属部隊
- 歩兵第268連隊（名古屋）：山中高助大佐
- 歩兵第269連隊（津）：後藤三平大佐
- 歩兵第270連隊（岐阜）：太田紀一大佐
- 野砲兵第123連隊：町田賢助中佐
- 工兵第123連隊：二階堂謙亮中佐
- 輜重兵第123連隊：安部武雄少佐
- 第123師団挺進大隊
- 第123師団通信隊